# Santa Marinha do Zêzere
Santa Marinha do Zêzere es una freguesia portuguesa del concelho de Baião, con 10,64 km² de superficie y 2.852 habitantes (2001). Su densidad de población es de 268,0 hab/km².